# Китаев (Киев)
Кита́ев (укр. Китаїв) (ошибочно Китаево) — историческая местность на территории Голосеевского района города Киева. Располагается на южной окраине города, в восточной части Голосеевского леса, между улицами Китаевской, Пироговский Шлях и проспектом Науки. Граничит с исторической местностью Корчеватое. Каскад живописных прудов, называемых Китаевскими.

## Происхождение названия
Предполагается, что название происходит от тюркского слова «китай», обозначающего стену, укрепление, крепость или осадную башню. Существует также легенда о том, что в XII веке здесь находилась крепость-дворец князя Андрея Боголюбского, якобы носившего прозвище «Китай». Название формируется за тем же принципом, что и Киев, Пирогов.

## История
В Китаеве сохранились остатки городища, селища и курганного могильника X—XIII веков, а также укреплений и пещерных келий времён Киевской Руси.
По археологическим данным, первоначальные укрепления в Китаеве появляются в середине X в. На городище исследованы сооружения конца Х — первой половины XI вв., на селище основная часть открытых объектов относится к XII—XIII вв. Курганный могильник содержит в основном погребения конца Х — первой половины XI вв.. В XIV веке в Китаеве на основе древних подземелий был создан пещерный монастырь, подчинённый с XVII века Киево-Печерской лавре. Получил название Китаевской пустыни (в 1930 г. был ликвидирован, восстановлен в начале 1990-х гг.). Троицкая церковь 1763—1768 гг. (архитектор С. Д. Ковнир), колокольня разобрана в 1930-е гг., восстановлена в 1990-е гг.

## Иллюстрации
- жилой район Китаево